# Converse (Luisiana)
Converse é uma vila localizada no estado americano de Luisiana, na Paróquia de Sabine.

## Demografia
Segundo o censo americano de 2000, a sua população era de 400 habitantes.
Em 2006, foi estimada uma população de 409, um aumento de 9 (2.3%).

## Geografia
De acordo com o United States Census Bureau tem uma área de
5,5 km², dos quais 5,5 km² cobertos por terra e 0,0 km² cobertos por água. Converse localiza-se a aproximadamente 92 m acima do nível do mar.

## Localidades na vizinhança
O diagrama seguinte representa as localidades num raio de 28 km ao redor de Converse.